# Grand-Halleux
Grand-Halleux (en wallon Les Haloes) est une section de la commune belge de Vielsalm située en Région wallonne dans la province de Luxembourg.

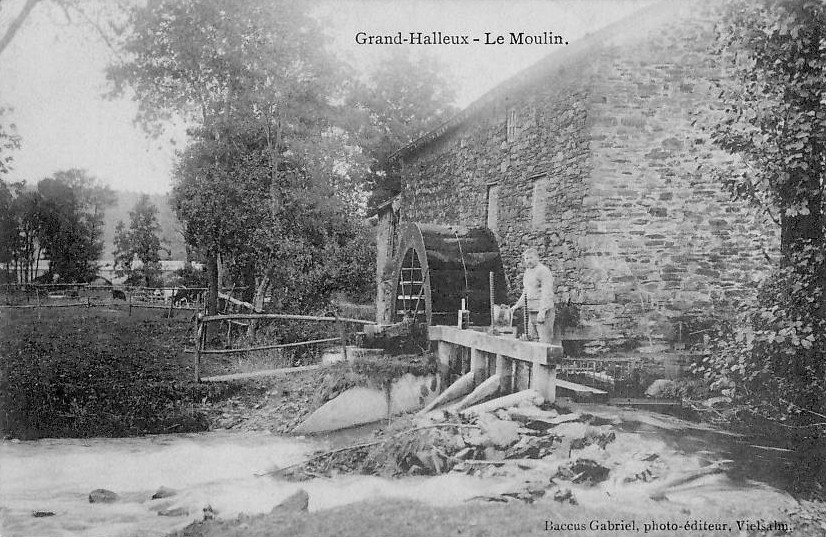
Le moulin.

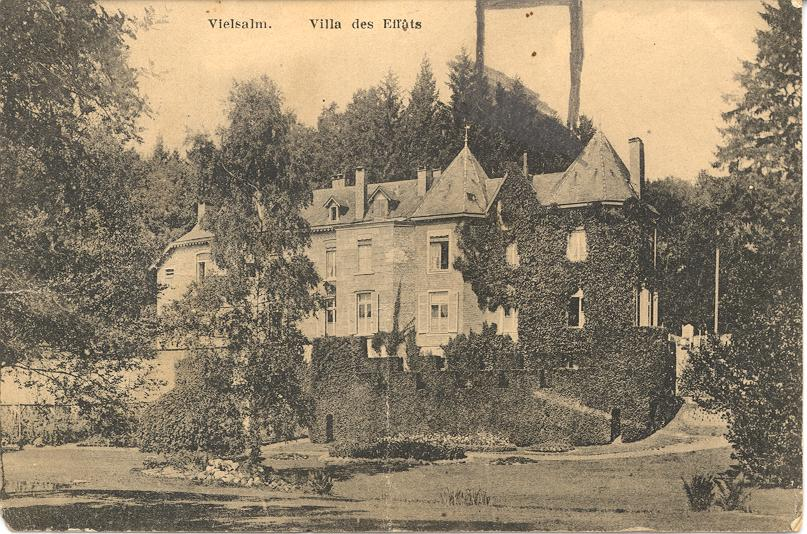
La villa des Effâts(Grand-Halleux), vers 1918, rue de la Grotte, 11.

## Géographie
Le village se trouve au nord du village de Vielsalm, sur la route nationale 68, à mi-chemin entre Vielsalm et Trois-Ponts. Il est traversé, dans sa partie occidentale, du sud au nord par la Salm, un affluent de l’Amblève. Ses habitants sont appelés les "Hallonies".

## Démographie
- Source: INS recensements population</small

## Histoire

### Situation religieuse
Grand-Halleux relevait de la paroisse de Salm.
Une chapelle, placée sous le vocable de « Saint-Laurent », fut érigée à Grand-Halleux avant 1430. Le droit de patronage de cette chapelle appartenait aux comtes de Salm, qui percevaient également les dîmes.
Un bénéfice simple, dédié aux saintes Anne, Catherine et Barbe, fut fondé dans cette chapelle en 1526.
Les défunts furent inhumés à l'entour de la chapelle dès 1675.
Les saints fonts ont été concédés à la chapelle de Grand-Halleux en 1752, on y baptisa désormais les nouveau-nés.
La paroisse de Grand-Halleux fut érigée en 1803 et rattachée au nouveau doyenné de Vielsalm, créé cette année-là.

### Situation administrative
Grand-Halleux était une commune à part entière avant la fusion des communes de 1977. Elle était composée des villages de Bécharprez, Dairomont, Ennal, Farnières, Grand-Halleux, Hourt, Mont, Mont-le-Soie, Petit-Halleux, Quartiers et Tigeonville.
- an III, appartenait au canton de Vielsalm, département de l’Ourte.
- an VIII, appartenait à l’arrondissement communal de Malmedy.
- 1814, compris dans le département de Meuse et Ourte.
- 1815, compris dans la province de Liège.
- 1816, réuni à l’arrondissement judiciaire de Neufchâteau.
- 1818, réuni à la province de Luxembourg et à l’arrondissement administratif de Marche-en-Famenne.
- 1819, compris dans le district de Bastogne.
- 1822, compris dans le quartier de Bastogne.
- 1839, réuni à l’arrondissement judiciaire de Marche-en-Famenne.
- 1977, réuni à la commune de Vielsalm, lors de la fusion des communes.

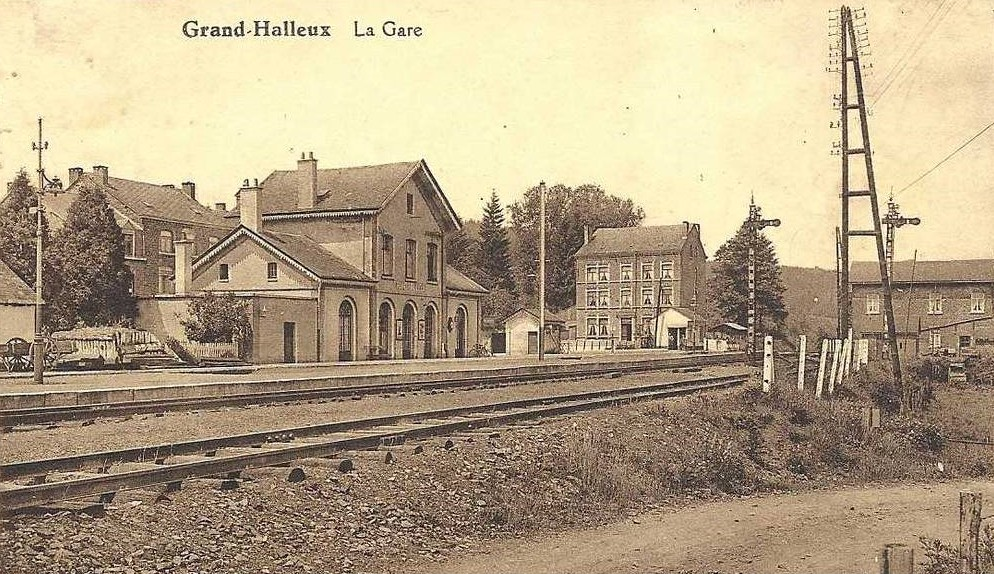
La gare, érigée en 1867

## Armoiries
Par arrêté royal du 29 septembre 1952, des armoiries furent concédées à la commune de Grand-Halleux et se blasonnaient ainsi : d'argent, à deux saumons adossés de gueules, l'écu tenu à senestre par un saint Laurent debout, auréolé, vêtu de l'aube et de la chasuble, tenant de la senestre un gril, le tout d'or.

## Liste des bourgmestres de 1830 à 1977

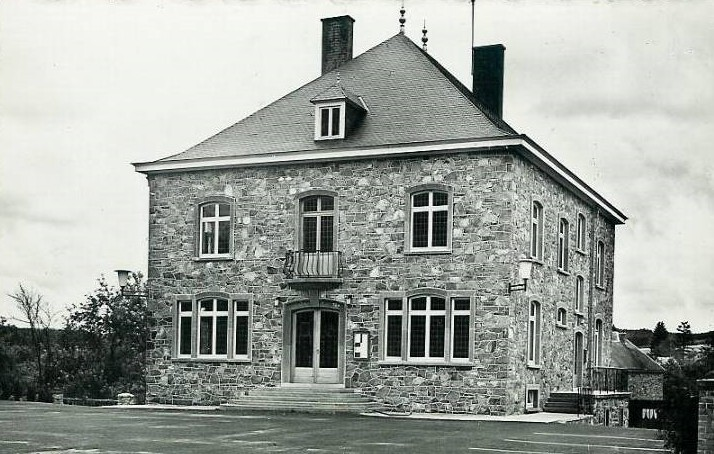
La maison communale, inaugurée le 4 septembre 1955.

## Patrimoine et culture

### Patrimoine architectural

#### L'église

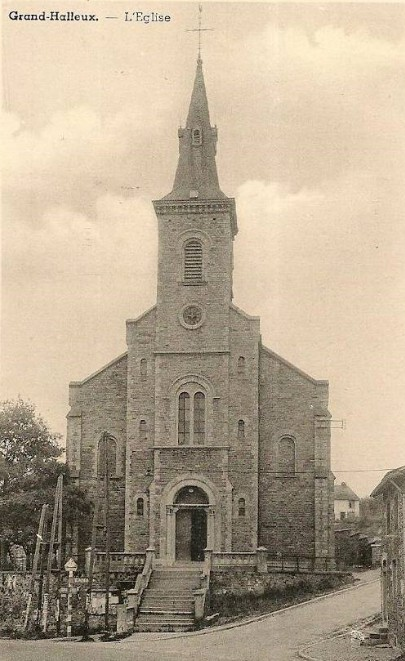
L'église, construite de 1863 à 1865 et restaurée en 1949-1950

La chapelle de Grand-Halleux aurait été reconstruite en 1711, à l'exception de la tour. L'église actuelle fut construite de 1863 à 1865, restaurée en 1949-1950.

#### Le moulin
Sous l'Ancien Régime, le moulin de Grand-Halleux, mû par le cours du Glain, appartenait au comte de Salm. Il était soumis à la banalité, réservé aux habitants du ban des Halleux.Il y avait déjà un meunier des Halleux en 1674.
Sous le régime de la Révolution française, le moulin fut confisqué, il devint domanial. L'État français le vendit à Liège le 12 novembre 1807, à Henri-Joseph HONVLEZ, d'Ennal. Le moulin entra ensuite dans les propriétés de ses descendants ARRASSE, puis BOUHARMONT. En 1914, Julie ANDRIANNE, de Vielsalm le vendit à un BOZET. Il fut incendié en 1926.

#### Le Johanninum

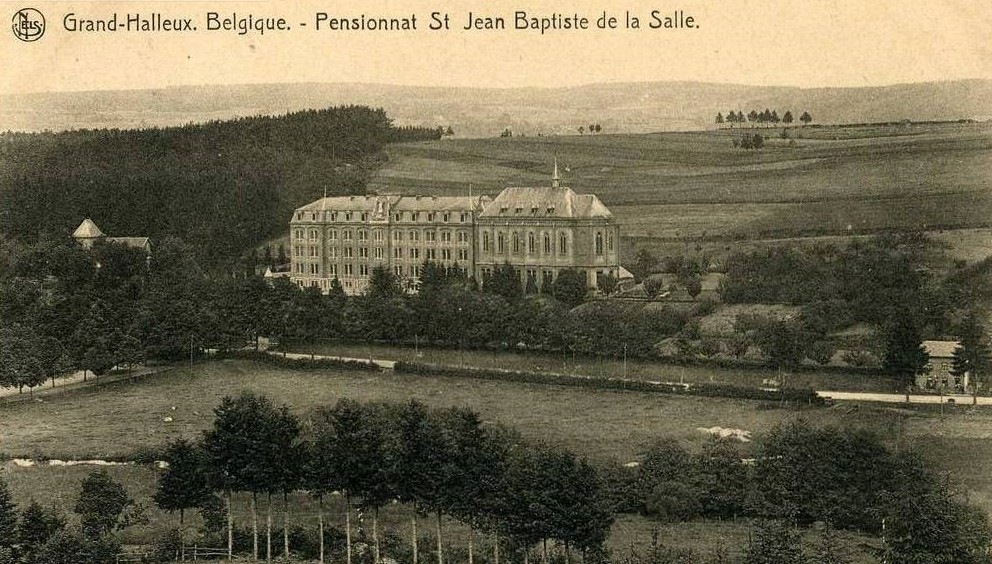
Le Johanninum.

Pensionnat saint Jean-Baptiste de la Salle, construit par les Frères des Écoles chrétiennes entre 1896 et 1898. Dans les premières années, cette institution allemande accueillit uniquement des élèves allemands, puis à partir de 1914, s'ouvrit aux francophones.
À partir de 1919, les Frères français appartenant à la même congrégation reprirent l'institution jusqu'en 1939.
En 1940, occupé d'abord par un Lager de la Hitlerjugend, l'établissement devint successivement "Foyer Léopold III" pour y accueillir les enfants des prisonniers de guerre, puis, en 1944, un Centre d'accueil pour personnes déplacées russes et ukrainiennes et, en octobre 1944, un hôpital américain qui fut évacué en décembre 1944. Il fut incendié au phosphore le 8 janvier 1945, lors de la reprise de la localité par les Américains. Le bâtiment est devenu propriété privée en 1966 et transformé en appartements. Le parc a été acquis par l'administration communale de Grand-Halleux.

#### Le domaine de Monti
À proximité de Grand-Halleux, le domaine de Monti présente dans un vaste domaine forestier la faune du massif ardennais (cerfs, biches, daims, chevreuils, sangliers) ainsi que des mouflons. Il a malheureusement fermé depuis quelques années, mais de nombreuses balades sont à découvrir aux alentours (le rocher de Hourt est un point de vue magnifique à 1km du Monti)

#### Varia
Le 7 juillet 1846, lors de la construction de la route de Salmchâteau à Trois Ponts, un ouvrier opérant un déblai dans la traverse de Grand Halleux découvrit une cruche grise renfermant 2281 pièces de monnaie principalement en argent. Identifiées elles proviennent d’Allemagne, d’Angleterre, de France et des Pays-Bas.  Elles couvrent une période de cent quarante-huit ans, commençant vers 1137 et finissant vers 1285, époque probable de leur enfouissement.